# 2009 à Singapour
Cet article présente les faits marquants de l'année 2009 à Singapour.

## Évènements
- Jeudi 22 janvier 2009 : Le ministre des Finances, Tharman Shanmugaratnam, annonce un plan de relance de plus de 13,63 milliards de dollars US (20,5 milliards de dollars de Singapour) pour contrer la récession actuellement traversée. Il annonce aussi une baisse de 1 % du taux de l'impôt sur les sociétés de 18 à 17 %. Ce plan de relance devrait porter le déficit public singapourien à 6 % du PIB en 2009.

- Lundi 16 février 2009 : La compagnie aérienne Singapore Airlines (SIA) annonce une chute de 20,2 % du nombre de passagers transportés en février sur un an, soit 1,18 million de passagers, tandis que le volume de fret transporté a baissé 16,9 %. De ce fait elle annonce la suppression de 17 % de sa flotte au cours de l'année à venir.

- Vendredi 20 mars 2009 : La compagnie aérienne Singapore Airlines (SIA) annonce qu'elle allait recevoir les 4 Airbus A380 prévus pour cette année mais qu'elle ne pouvait pas exclure un possible report d'autres livraisons d'appareils face à la chute de son trafic passagers et fret. SIA est la première compagnie à avoir exploité l'avion géant et a commandé 19 appareils, dont six en option. Six exemplaires lui ont déjà été livrés.

- Mardi 14 avril 2009 : Selon les prévisions publiées par le gouvernement, l'économie de Singapour devrait chuter entre 6 et 9 % en 2009, en tenant compte d'une forte décélération de 11,5 % au premier trimestre 2009. Les prévisions précédentes faisaient état d'une chute de 2 à 5 %.

- 15 novembre : Forum de coopération Asie-Pacifique.